# Finlande au Concours Eurovision de la chanson
La Finlande participe au Concours Eurovision de la chanson, depuis sa sixième édition, en 1961, et l'a remporté une seule fois, en 2006.

## Participation
Le pays participe donc depuis 1961 et a manqué six éditions du concours : en 1970, 1995, 1997, 1999, 2001 et 2003. En 1970, la Finlande décida de s'abstenir, mécontente du résultat de l'édition 1969 et du système de vote en usage. En 1995, 1997, 1999, 2001 et 2003, le pays fut relégué, à la suite des résultats obtenus l’année précédente .
Depuis l'instauration des demi-finales, en 2004, la Finlande a manqué huit finales du concours : en 2004, 2005, 2010, 2012, 2015, 2016, 2017 et 2019.

## Résultats
La Finlande a remporté le concours à une reprise, en 2006, avec la chanson Hard Rock Hallelujah, interprétée par le groupe Lordi. 
Lordi étaient un groupe de hard rock, dont les membres portaient des déguisements élaborés et des masques de monstres et de démons. Ils avaient pour règle de ne jamais se montrer à visage découvert en public. Lordi devint ainsi le premier groupe de hard rock et les premiers concurrents à se présenter entièrement masqués sur la scène du concours. Bien que la sélection nationale ait été décidée par télévote, la victoire de Lordi fut mal accueillie par l’opinion publique finlandaise. Le groupe fut accusé de promouvoir le satanisme et d’offrir une image négative du pays à l’étranger. Malgré les démentis formels de ses membres, la controverse ne s’éteignit pas et la délégation finlandaise reçut un accueil glacial des organisateurs grecs. Leur prestation marqua pourtant l’histoire du concours. La complexité des moyens requis (notamment pyrotechniques), des angles de vue nécessaires et des enchaînements de caméra nécessita une gestion entièrement informatisée. Ce fut ainsi la toute première fois qu’une prestation fut gérée de bout en bout par un ordinateur. Enfin, le groupe reçut un accueil mitigé de la part des commentateurs. La plupart se montrèrent sceptiques et traitèrent le groupe à la manière d’une vaste plaisanterie. Le commentateur belge, Jean-Pierre Hautier, alla jusqu’à dire : « Si ce groupe gagne, je veux bien me transformer en chauve-souris ! » Quant aux commentateurs français, Michel Drucker et Claudy Siar, ils eurent des mots tellement durs et firent des remarques tellement désobligeantes, qu’ils choquèrent les téléspectateurs français et les délégations étrangères sur place. Tous deux durent présenter des excuses publiques, après la finale. 
Ce fut la première fois qu’une chanson de hard rock remporta la victoire et la première fois qu’un pays victorieux obtint le même résultat en demi-finale et en finale. Deux records furent battus ce soir-là. Premièrement, celui du plus long intervalle de temps écoulé entre une première participation et une première victoire; record battu à nouveau par le Portugal en 2017. Le record était jusque-là détenu par la Belgique. Trente ans séparèrent ses débuts en 1956 et sa première victoire en 1986. La Finlande, elle, dut attendre quarante-cinq ans pour remporter le concours, ayant participé pour la première fois en 1961. Jusque-là, le meilleur résultat obtenu par le pays avait été la sixième place de Marion Rung, en 1973. Deuxièmement, celui du score le plus important. Le record précédent était détenu par l’Ukraine, qui avait obtenu 280 points en 2004. La Finlande, elle, obtint 292 points. Il fallut attendre 2009 pour que ce record soit à nouveau surpassé : la Norvège obtint alors 387 points. Après le concours, Hard Rock Hallelujah remporta un très grand succès commercial.
La Finlande a terminé une fois à la deuxième position : en 2023 avec le chanteur Käärijä et le titre Cha Cha Cha, classé deuxième après Loreen et sa chanson Tattoo pour la Suède. Bien qu'il soit arrivé premier au télévote (après une 4e place dans les votes du jury), le nombre de points attribué par le public ne lui a pas permis de dépasser la chanteuse suédoise.
Le pays a remporté à deux reprises, une demi-finale : en 2006 et en 2023. Outre cela, la Finlande a terminé à deux reprises, à la troisième place : en demi-finale de l'édition 2011 et de l'édition 2014. 
A contrario, la Finlande a terminé onze fois à la dernière place : neuf fois en finale (en 1963, 1965, 1968, 1980, 1982, 1990, 1992, 1996 et 2009) et deux fois en demi-finale (en 2015 et 2019). Trois de ces dernières places se sont soldées par un nul point : en 1963, 1965 et 1982. Elle égale la Norvège qui a terminé onze fois à la dernière place, (en finale, dont quatre fois avec un nul point).

## Pays hôte

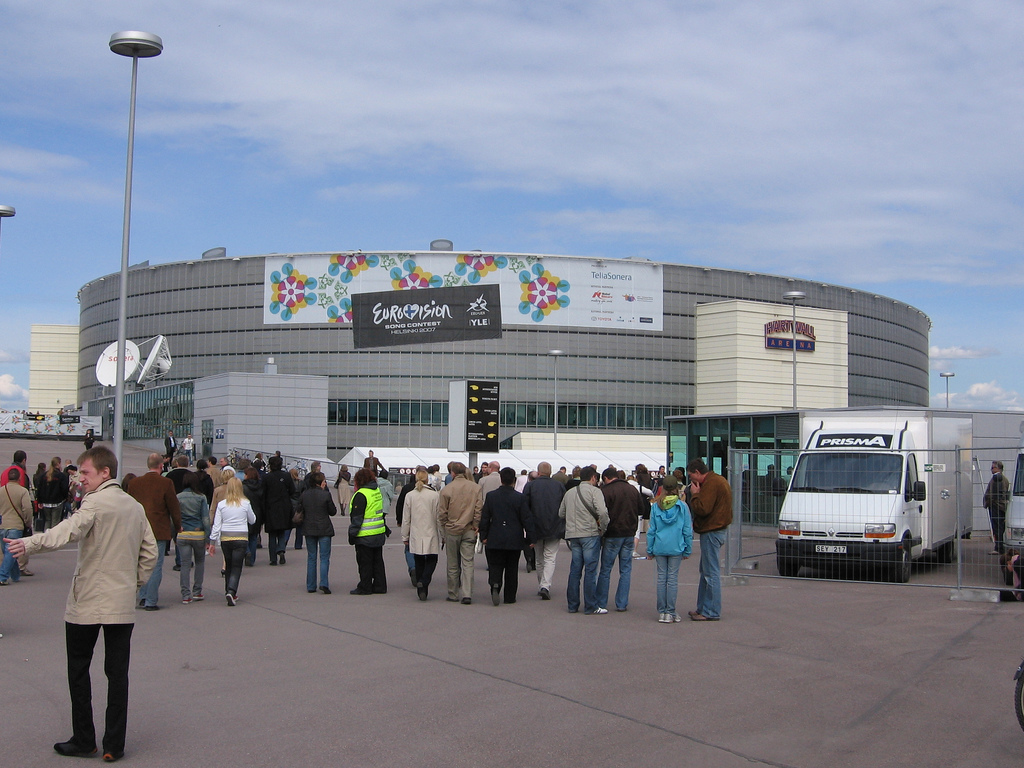
L'Hartwall Arena à Helsinki, aux couleurs de l'Eurovision 2007.

La Finlande a organisé le concours une seule fois, en 2007. L’évènement se déroulera les jeudi 10 et samedi 12 mai 2007, à l'Hartwall Arena, à Helsinki. Les présentateurs des deux soirées furent Jaana Pelkonen et Mikko Leppilampi. Ce moment avait été très attendu par la population et la télévision publique finlandaise. Le pays avait en effet dû patienter quarante-cinq ans pour décrocher la victoire et accueillir l’évènement. Ce fut la toute première fois que le concours fut produit et diffusé en haute définition.

## Faits notables
La représentante finlandaise Marion Rung participa deux fois au concours : en 1962 et en 1973. Les deux fois, le concours eut lieu à Luxembourg et elle passa en première position. En 1962, elle termina septième, puis finit sixième en 1973. Il s'agit alors du meilleur résultat obtenu par la Finlande jusqu'à sa première victoire, en 2006 avec le groupe Lordi.
En 1983, la représentante finlandaise, Ami Aspelund, n’était autre que la sœur de Monica Aspelund, qui avait représenté le pays au concours 1977.
À ce jour, trois langues ont été utilisées par l'ensemble des représentants de la Finlande : le finnois, l'anglais et le suédois. En 2023, Cha Cha Cha obtient le meilleur classement (2e) pour une chanson interprétée en finnois.

## Représentants
| Édition | Année | Artiste(s)                    | Chanson                    | Langue(s)           | Traduction française                             | Finale                                                 | Finale                                                 | Demi-finale                                            | Demi-finale                                            |
| Édition | Année | Artiste(s)                    | Chanson                    | Langue(s)           | Traduction française                             | Place                                                  | Points                                                 | Place                                                  | Points                                                 |
| ------- | ----- | ----------------------------- | -------------------------- | ------------------- | ------------------------------------------------ | ------------------------------------------------------ | ------------------------------------------------------ | ------------------------------------------------------ | ------------------------------------------------------ |
| 6e      | 1961  | Laila Kinnunen                | Valoa ikkunassa            | Finnois             | Les lumières à la fenêtre                        | 10                                                     | 06                                                     |                                                        |                                                        |
| 7e      | 1962  | Marion Rung                   | Tipi-tii                   | Finnois             | Cui-cui                                          | 07                                                     | 04                                                     |                                                        |                                                        |
| 8e      | 1963  | Laila Halme                   | Muistojeni laulu           | Finnois             | La chanson de mes souvenirs                      | 13                                                     | 00                                                     |                                                        |                                                        |
| 9e      | 1964  | Lasse Mårtenson               | Laiskotellen               | Finnois             | Farniente                                        | 07                                                     | 09                                                     |                                                        |                                                        |
| 10e     | 1965  | Viktor Klimenko               | Aurinko laskee länteen     | Finnois             | Le soleil se couche à l'ouest                    | 15                                                     | 00                                                     |                                                        |                                                        |
| 11e     | 1966  | Ann Christine                 | Playboy                    | Finnois             | -                                                | 10                                                     | 07                                                     |                                                        |                                                        |
| 12e     | 1967  | Fredi                         | Varjoon-suojaan            | Finnois             | A l'ombre - à l'abri                             | 12                                                     | 03                                                     |                                                        |                                                        |
| 13e     | 1968  | Kristina Hautala              | Kun kello käy              | Finnois             | Quand le temps passe                             | 16                                                     | 01                                                     |                                                        |                                                        |
| 14e     | 1969  | Jarkko & Laura                | Kuin silloin ennen         | Finnois             | En ce temps-là                                   | 12                                                     | 06                                                     |                                                        |                                                        |
| 15e     | 1970  | Retrait en 1970.              | Retrait en 1970.           | Retrait en 1970.    | Retrait en 1970.                                 | Retrait en 1970.                                       | Retrait en 1970.                                       |                                                        |                                                        |
| 16e     | 1971  | Markku Aro & Koivistolaiset   | Tie uuteen päivään         | Finnois             | Un chemin vers un jour nouveau                   | 08                                                     | 84                                                     |                                                        |                                                        |
| 17e     | 1972  | Päivi Paunu & Kim Floor       | Muistathan                 | Finnois             | Souviens-toi                                     | 12                                                     | 78                                                     |                                                        |                                                        |
| 18e     | 1973  | Marion Rung                   | Tom, Tom, Tom              | Anglais             | -                                                | 06                                                     | 93                                                     |                                                        |                                                        |
| 19e     | 1974  | Carita Holmström              | Keep Me Warm               | Anglais             | Tiens-moi chaud                                  | 13                                                     | 04                                                     |                                                        |                                                        |
| 20e     | 1975  | Piahsoittajat                 | Old Man Fiddle             | Anglais             | Le violon du vieil homme                         | 07                                                     | 74                                                     |                                                        |                                                        |
| 21e     | 1976  | Fredi & Ystävät               | Pump Pump                  | Anglais             | -                                                | 11                                                     | 44                                                     |                                                        |                                                        |
| 22e     | 1977  | Monica Aspelund               | Lapponia                   | Finnois             | Laponie                                          | 10                                                     | 50                                                     |                                                        |                                                        |
| 23e     | 1978  | Seija Simola                  | Anna rakkaudelle tilaisuus | Finnois             | Donne une chance à l'amour                       | 18                                                     | 02                                                     |                                                        |                                                        |
| 24e     | 1979  | Katri Helena                  | Katson sineen taivaan      | Finnois             | Je regarde dans le bleu du ciel                  | 14                                                     | 38                                                     |                                                        |                                                        |
| 25e     | 1980  | Vesa-Matti Loiri              | Huilumies                  | Finnois             | Flûtiste                                         | 19                                                     | 06                                                     |                                                        |                                                        |
| 26e     | 1981  | Riki Sorsa                    | Reggae O.K.                | Finnois             | -                                                | 16                                                     | 27                                                     |                                                        |                                                        |
| 27e     | 1982  | Kojo                          | Nuku pommiin               | Finnois             | Continue à dormir                                | 18                                                     | 00                                                     |                                                        |                                                        |
| 28e     | 1983  | Ami Aspelund                  | Fantasiaa                  | Finnois             | Rêve                                             | 11                                                     | 41                                                     |                                                        |                                                        |
| 29e     | 1984  | Kirka                         | Hengaillaan                | Finnois             | Traînons                                         | 09                                                     | 46                                                     |                                                        |                                                        |
| 30e     | 1985  | Sonja Lumme                   | Eläköön elämä              | Finnois             | Vive la vie                                      | 09                                                     | 58                                                     |                                                        |                                                        |
| 31e     | 1986  | Kari Kuivalainen              | Päivä kahden ihmisen       | Finnois             | Un jour de deux personnes                        | 15                                                     | 22                                                     |                                                        |                                                        |
| 32e     | 1987  | Vicky Rosti & Boulevard       | Sata salamaa               | Finnois             | Un millier d'éclairs                             | 15                                                     | 32                                                     |                                                        |                                                        |
| 33e     | 1988  | Boulevard                     | Nauravat silmät muistetaan | Finnois             | Les yeux qui rient sont ceux dont on se souvient | 20                                                     | 03                                                     |                                                        |                                                        |
| 34e     | 1989  | Anneli Saaristo               | La dolce vita              | Finnois             | -                                                | 07                                                     | 76                                                     |                                                        |                                                        |
| 35e     | 1990  | Beat                          | Fri?                       | Suédois             | Libres ?                                         | 21                                                     | 08                                                     |                                                        |                                                        |
| 36e     | 1991  | Kaija Kärkinen                | Hullu yö                   | Finnois             | Une folle nuit                                   | 20                                                     | 06                                                     |                                                        |                                                        |
| 37e     | 1992  | Pave Maijanen                 | Yamma, yamma               | Finnois             | -                                                | 23                                                     | 04                                                     |                                                        |                                                        |
| 38e     | 1993  | Katri Helena                  | Tule luo                   | Finnois             | Viens à moi                                      | 17                                                     | 20                                                     |                                                        |                                                        |
| 39e     | 1994  | CatCat                        | Bye Bye Baby               | Finnois, anglais    | -                                                | 22                                                     | 11                                                     |                                                        |                                                        |
| 40e     | 1995  | Relégation en 1995.           | Relégation en 1995.        | Relégation en 1995. | Relégation en 1995.                              | Relégation en 1995.                                    | Relégation en 1995.                                    |                                                        |                                                        |
| 41e     | 1996  | Jasmine                       | Niin kaunis on taivas      | Finnois             | Si beau est le ciel                              | 23                                                     | 09                                                     |                                                        |                                                        |
| 42e     | 1997  | Relégation en 1997.           | Relégation en 1997.        | Relégation en 1997. | Relégation en 1997.                              | Relégation en 1997.                                    | Relégation en 1997.                                    |                                                        |                                                        |
| 43e     | 1998  | Edea                          | Aava                       | Finnois             | Paysage ouvert                                   | 15                                                     | 22                                                     |                                                        |                                                        |
| 44e     | 1999  | Relégation en 1999.           | Relégation en 1999.        | Relégation en 1999. | Relégation en 1999.                              | Relégation en 1999.                                    | Relégation en 1999.                                    |                                                        |                                                        |
| 45e     | 2000  | Nina Åström                   | A Little Bit               | Anglais             | Un petit peu                                     | 18                                                     | 18                                                     |                                                        |                                                        |
| 46e     | 2001  | Relégation en 2001.           | Relégation en 2001.        | Relégation en 2001. | Relégation en 2001.                              | Relégation en 2001.                                    | Relégation en 2001.                                    |                                                        |                                                        |
| 47e     | 2002  | Laura Voutilainen             | Addicted to You            | Anglais             | Accro à toi                                      | 20                                                     | 24                                                     |                                                        |                                                        |
| 48e     | 2003  | Relégation en 2003.           | Relégation en 2003.        | Relégation en 2003. | Relégation en 2003.                              | Relégation en 2003.                                    | Relégation en 2003.                                    |                                                        |                                                        |
| 49e     | 2004  | Jari Sillanpää                | Takes 2 To Tango           | Anglais             | Il faut être deux pour danser le tango           |                                                        |                                                        | 14                                                     | 51                                                     |
| 50e     | 2005  | Geir Rönning                  | Why?                       | Anglais             | Pourquoi ?                                       |                                                        |                                                        | 18                                                     | 50                                                     |
| 51e     | 2006  | Lordi                         | Hard Rock Hallelujah       | Anglais             | Alléluia hard rock                               | 01                                                     | 292                                                    | 01                                                     | 292                                                    |
| 52e     | 2007  | Hanna Pakarinen               | Leave Me Alone             | Anglais             | Laisse-moi tranquille                            | 17                                                     | 53                                                     |                                                        |                                                        |
| 53e     | 2008  | Teräsbetoni                   | Missä miehet ratsastaa     | Finnois             | Là où les hommes chevauchent                     | 22                                                     | 35                                                     | 08                                                     | 79                                                     |
| 54e     | 2009  | Waldo's People                | Lose Control               | Anglais             | Perdre le contrôle                               | 25                                                     | 22                                                     | 12                                                     | 42                                                     |
| 55e     | 2010  | Kuunkuiskaajat                | Työlki ellää               | Finnois             | On peut vivre de son travail, aussi              |                                                        |                                                        | 11                                                     | 49                                                     |
| 56e     | 2011  | Paradise Oskar                | Da Da Dam                  | Anglais             | -                                                | 21                                                     | 57                                                     | 03                                                     | 103                                                    |
| 57e     | 2012  | Pernilla Karlsson             | När jag blundar            | Suédois             | Quand je ferme les yeux                          |                                                        |                                                        | 12                                                     | 41                                                     |
| 58e     | 2013  | Krista Siegfrids              | Marry Me                   | Anglais             | Épouse-moi                                       | 24                                                     | 13                                                     | 09                                                     | 64                                                     |
| 59e     | 2014  | Softengine                    | Something Better           | Anglais             | Quelque chose de meilleur                        | 11                                                     | 72                                                     | 03                                                     | 97                                                     |
| 60e     | 2015  | Pertti Kurikan Nimipäivät     | Aina mun pitää             | Finnois             | Je dois toujours                                 |                                                        |                                                        | 16                                                     | 13                                                     |
| 61e     | 2016  | Sandhja                       | Sing It Away               | Anglais             | Chante-le                                        |                                                        |                                                        | 15                                                     | 51                                                     |
| 62e     | 2017  | Norma John                    | Blackbird                  | Anglais             | Merle                                            |                                                        |                                                        | 12                                                     | 92                                                     |
| 63e     | 2018  | Saara Aalto                   | Monsters                   | Anglais             | Monstres                                         | 25                                                     | 46                                                     | 10                                                     | 108                                                    |
| 64e     | 2019  | Darude feat. Sebastian Rejman | Look Away                  | Anglais             | Détourne le regard                               |                                                        |                                                        | 17                                                     | 23                                                     |
| 65e     | 2020  | Aksel                         | Looking Back               | Anglais             | Regarder en arrière                              | Concours annulé à la suite de la pandémie de Covid-19. | Concours annulé à la suite de la pandémie de Covid-19. | Concours annulé à la suite de la pandémie de Covid-19. | Concours annulé à la suite de la pandémie de Covid-19. |
| 65e     | 2021  | Blind Channel                 | Dark Side                  | Anglais             | Côté sombre                                      | 06                                                     | 301                                                    | 05                                                     | 234                                                    |
| 66e     | 2022  | The Rasmus                    | Jezebel                    | Anglais             | -                                                | 21                                                     | 38                                                     | 07                                                     | 162                                                    |
| 67e     | 2023  | Käärijä                       | Cha Cha Cha                | Finnois             | -                                                | 02                                                     | 526                                                    | 01                                                     | 177                                                    |
| 68e     | 2024  | Windows95Man                  | No Rules!                  | Anglais             | Pas de règles !                                  | 19                                                     | 38                                                     | 07                                                     | 59                                                     |
| 69e     | 2025  | Erika Vikman                  | ICH KOMME                  | Finnois             | J'arrive                                         | 11                                                     | 196                                                    | 03                                                     | 115                                                    |
| 70e     | 2026  |                               |                            |                     |                                                  |                                                        |                                                        |                                                        |                                                        |

- Première place
- Deuxième place
- Troisième place
- Dernière place
- Finlande organisatrice

 Qualification automatique en finale
 Élimination en demi-finale

## Galerie

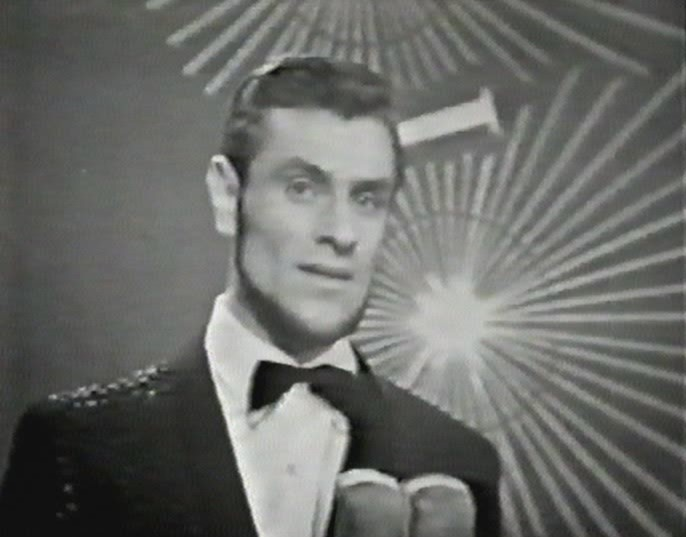
Viktor Klimenko à Naples (1965)
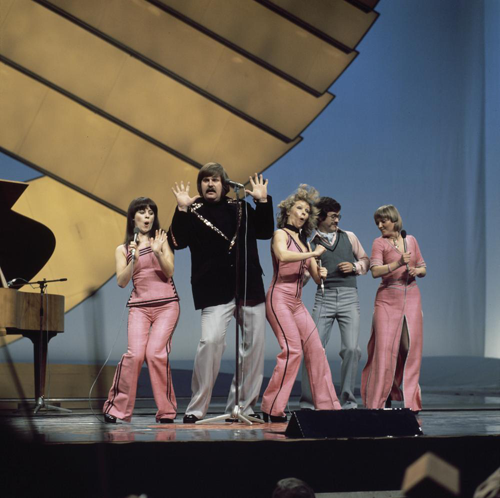
Fredi & Ystävät à la Haye (1976)
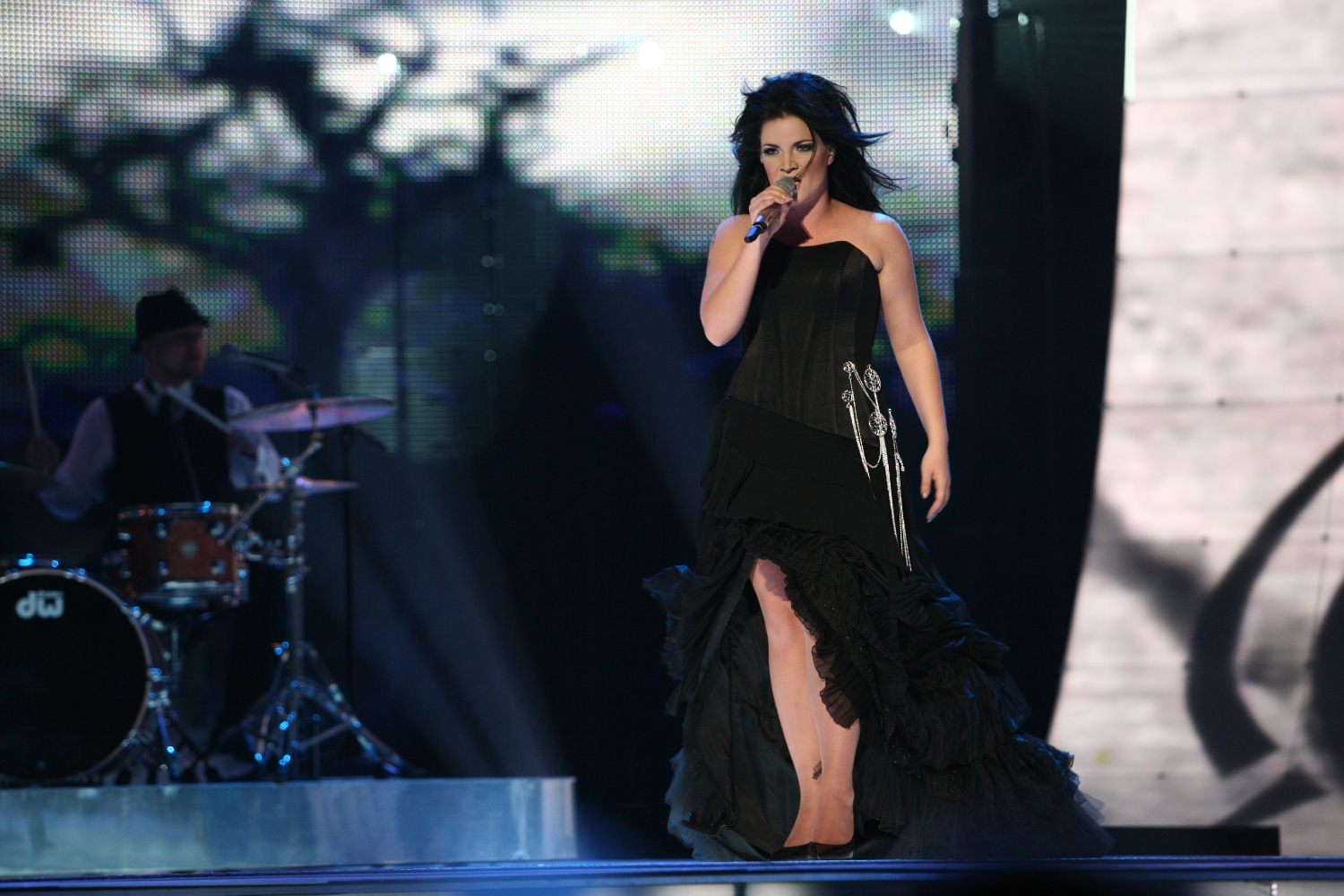
Hanna Pakarinen à Helsinki (2007)
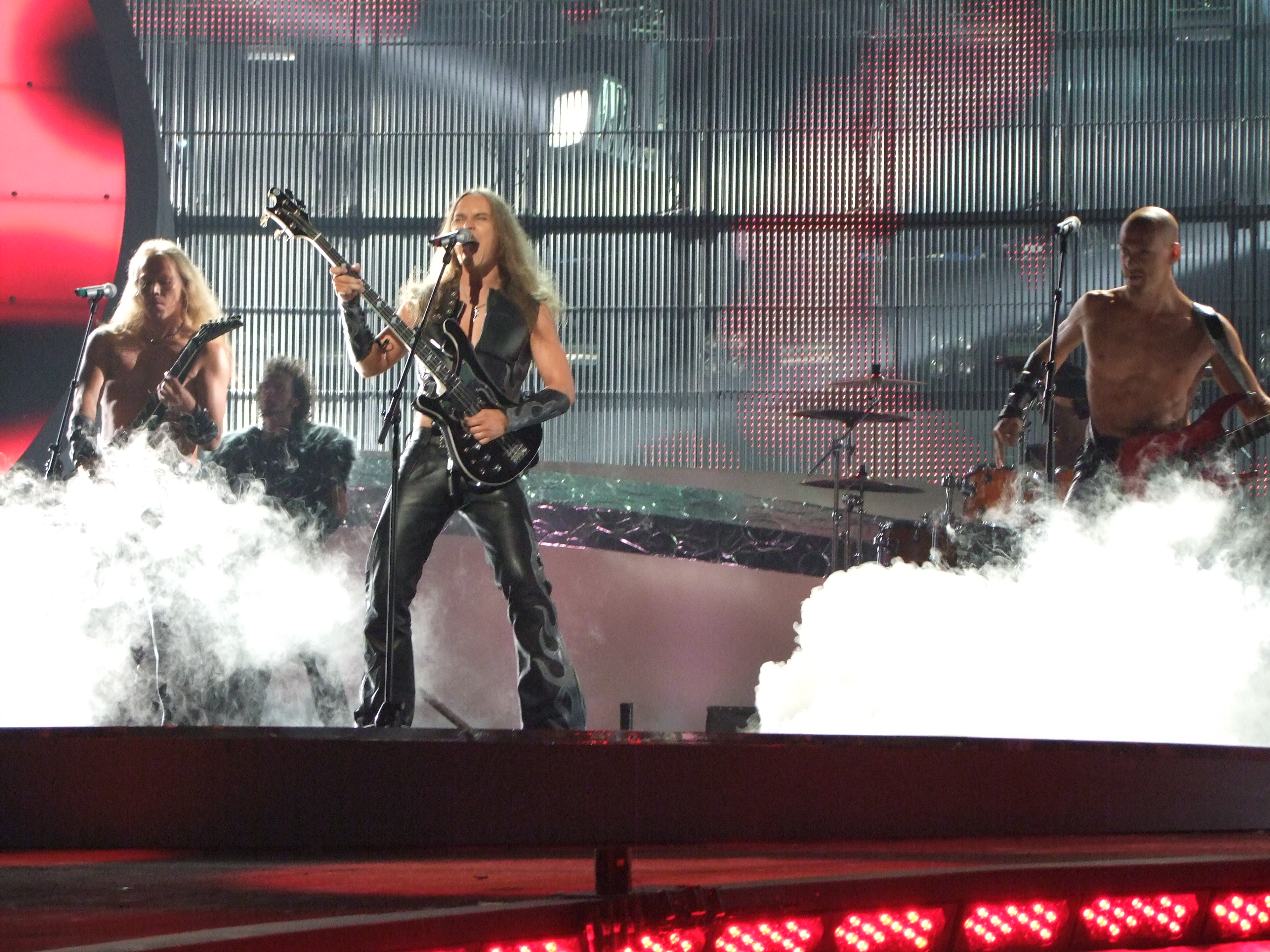
Teräsbetoni à Belgrade (2008)
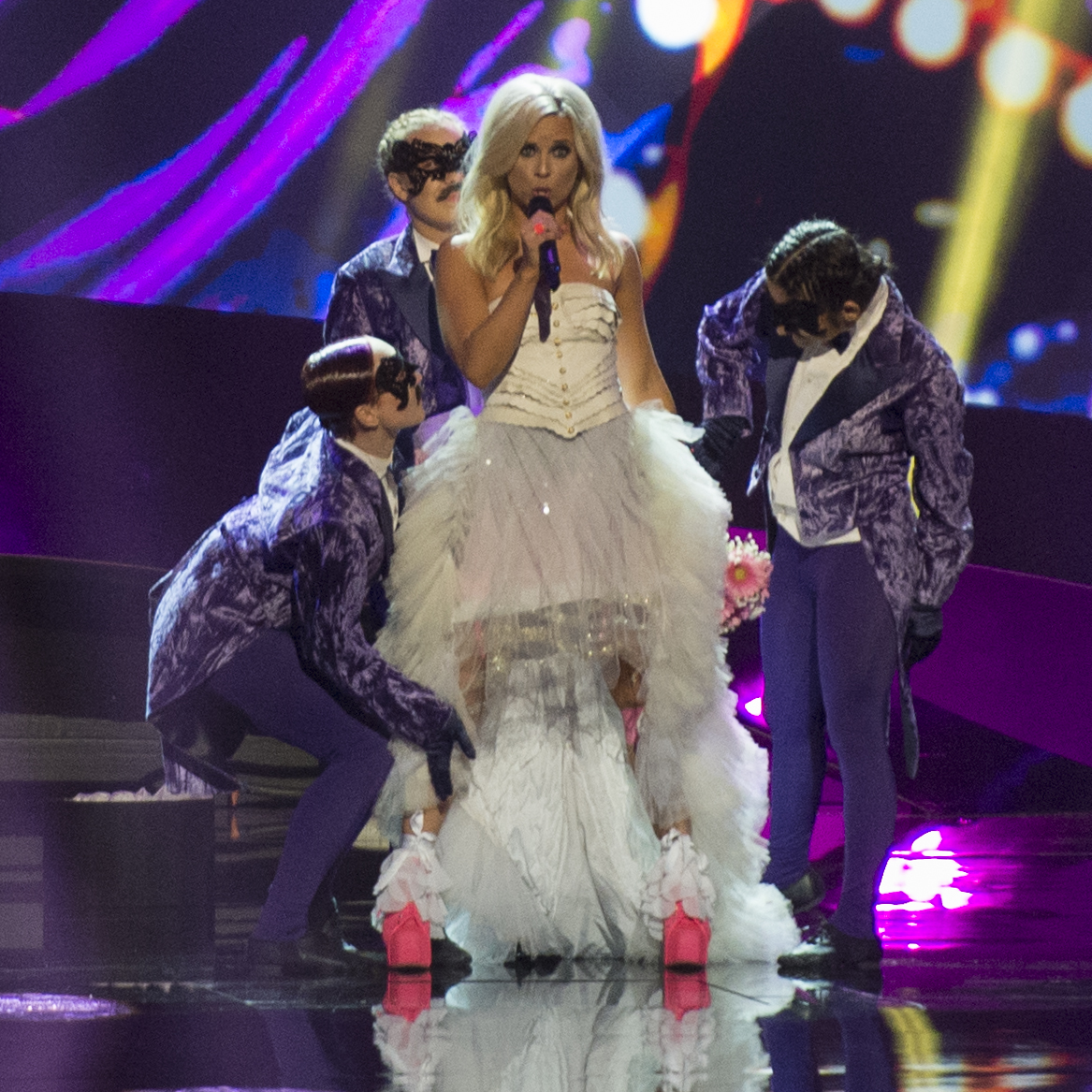
Krista Siegfrids à Malmö (2013)
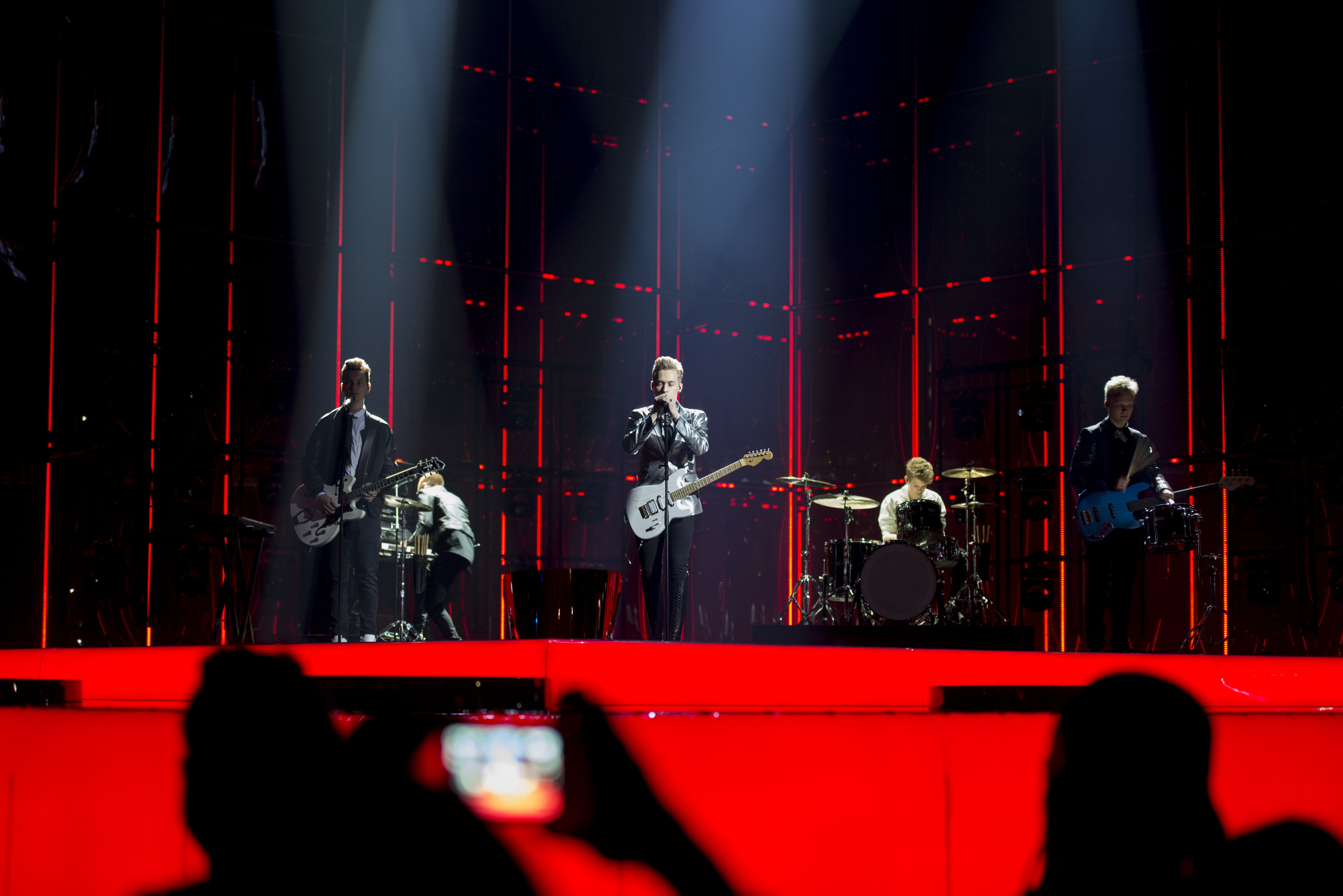
Softengine à Copenhague (2014)
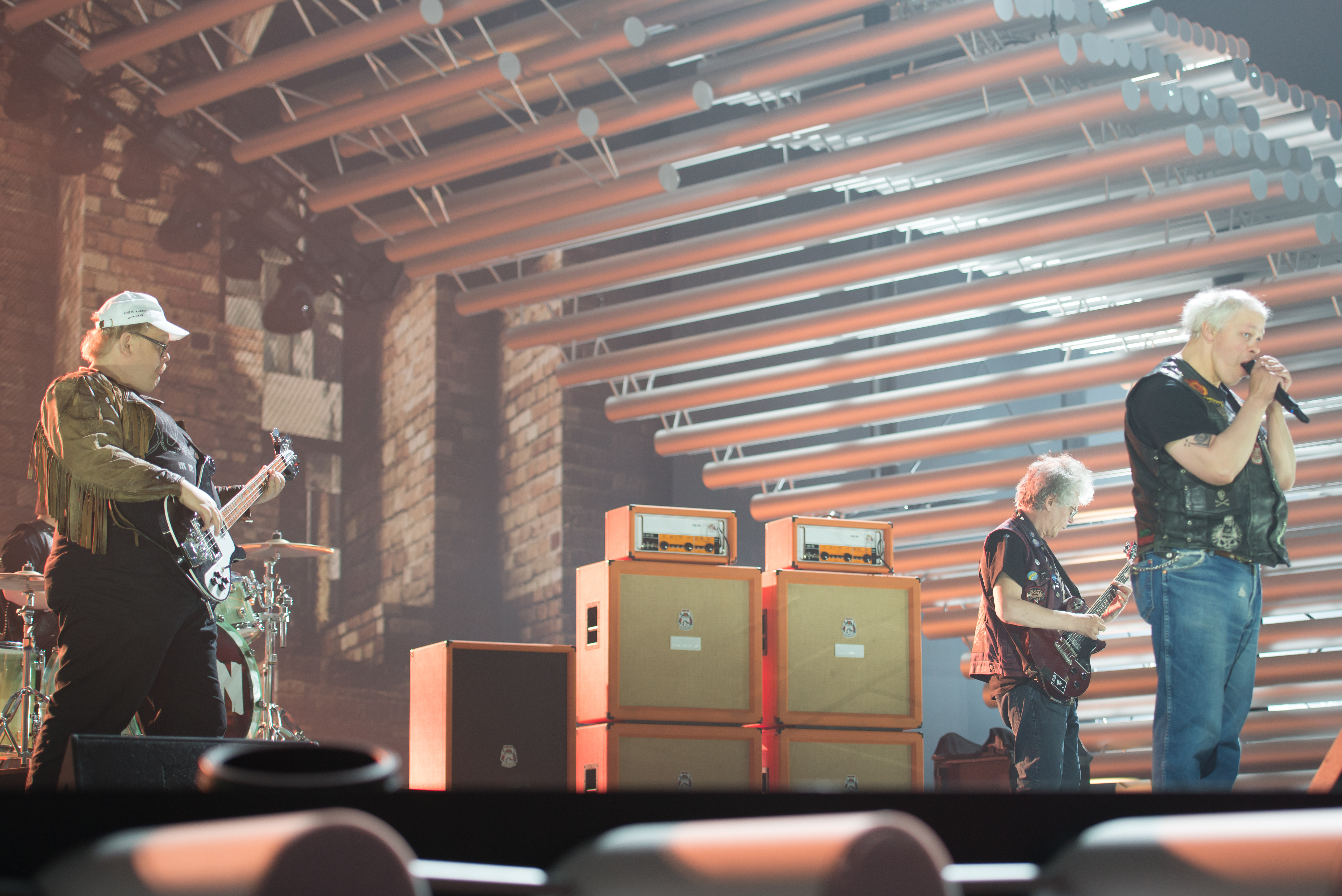
Pertti Kurikan Nimipäivät à Vienne (2015)
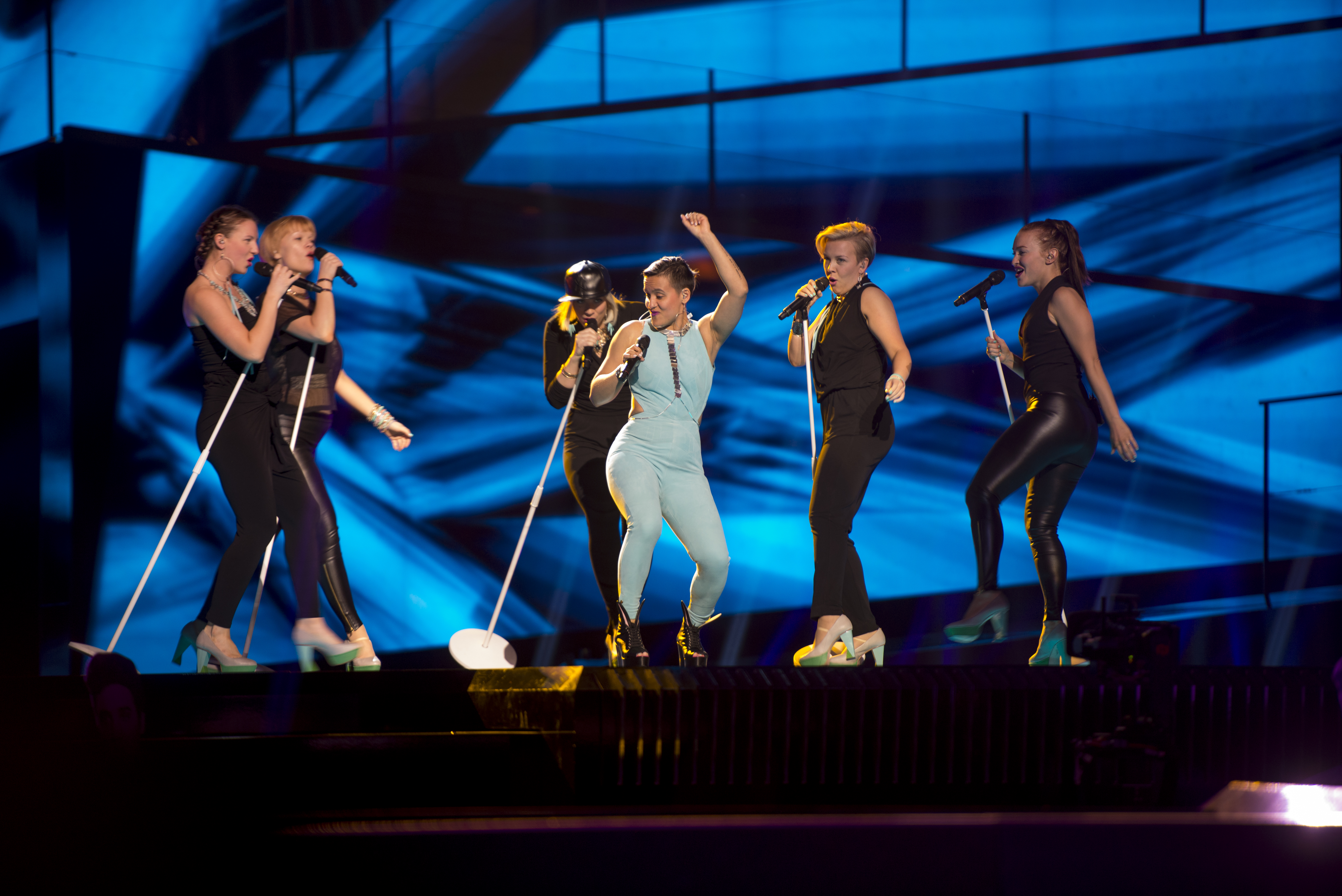
Sandhja à Stockholm (2016)
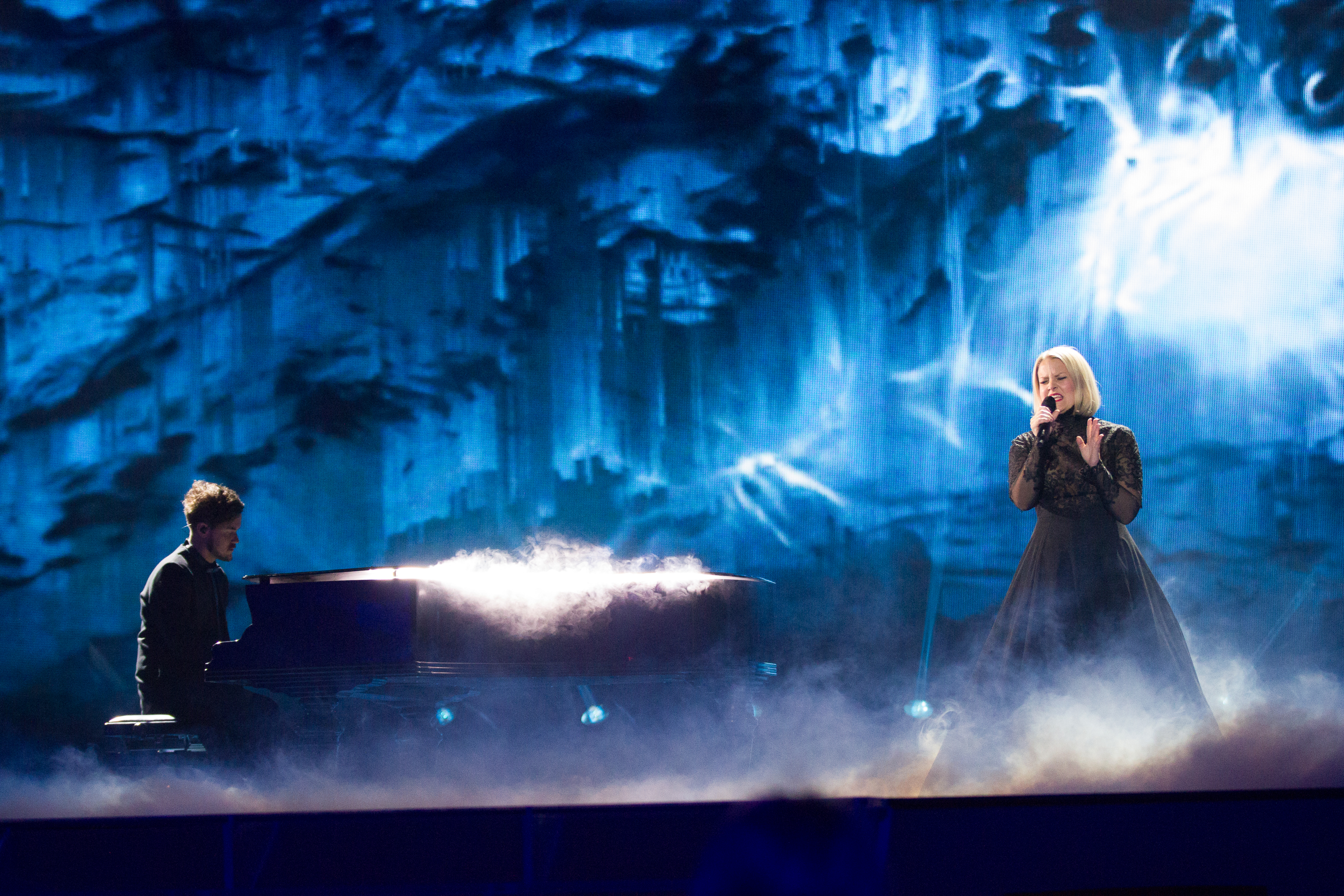
Norma John à Kiev (2017)
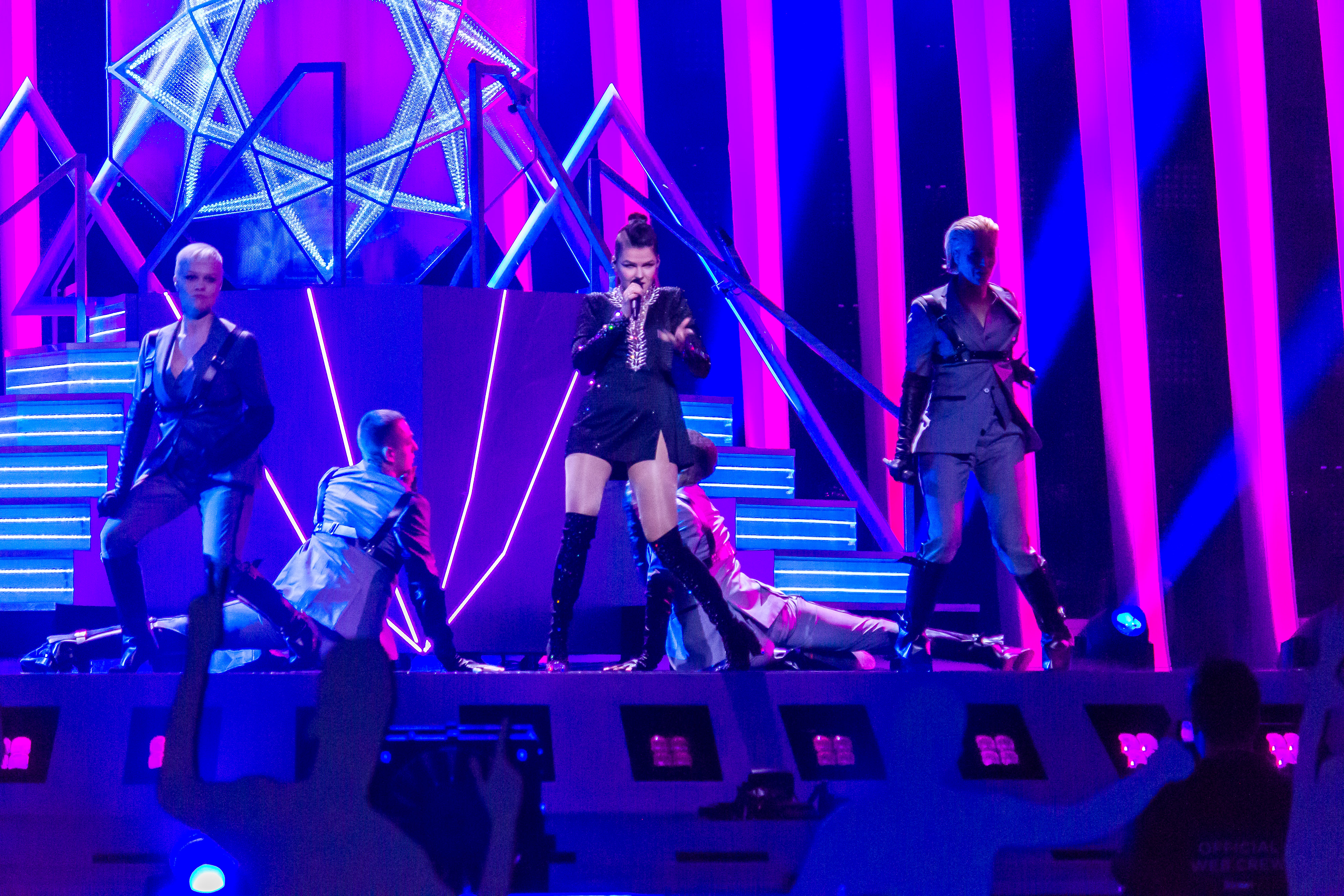
Saara Aalto à Lisbonne (2018)
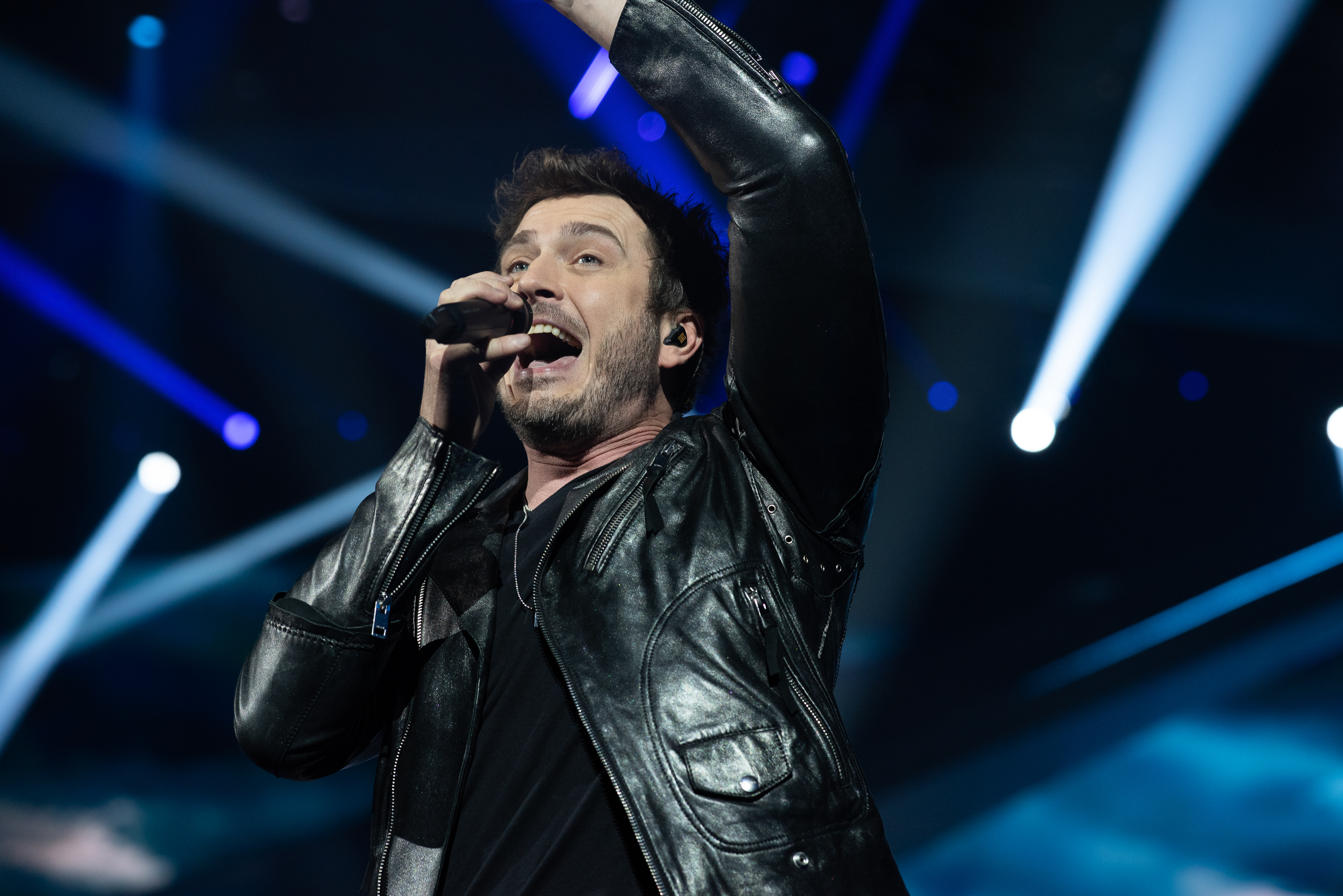
Sebastian Rejman à Tel Aviv (2019)
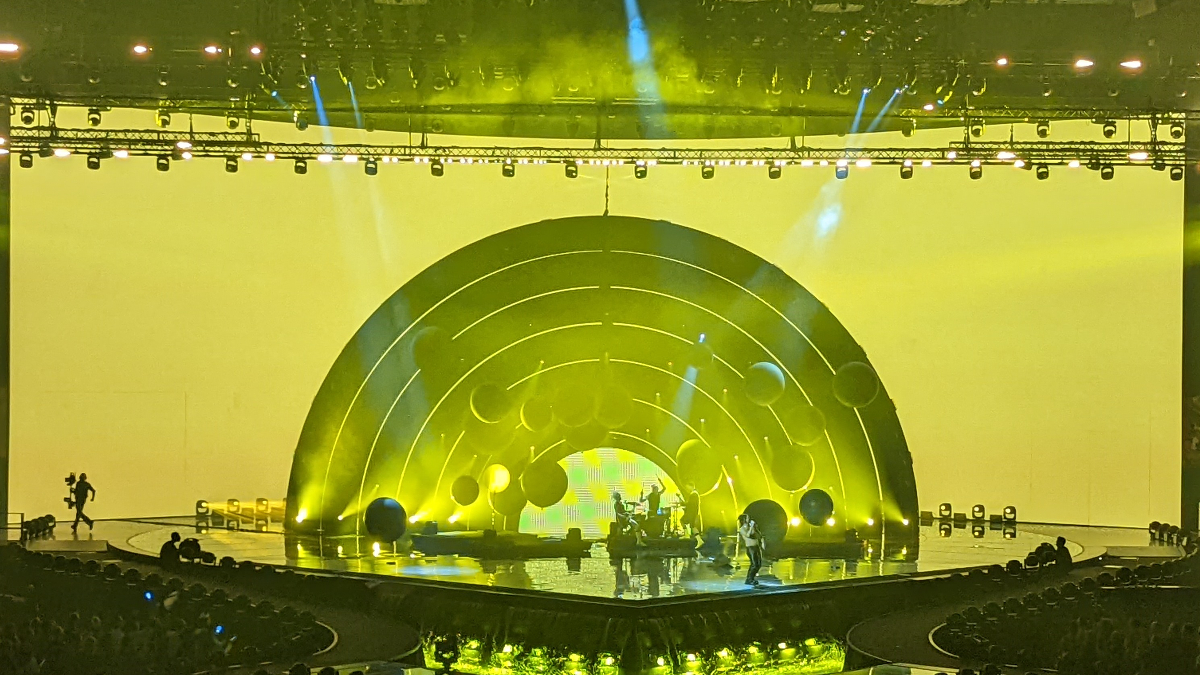
The Rasmus à Turin (2022)
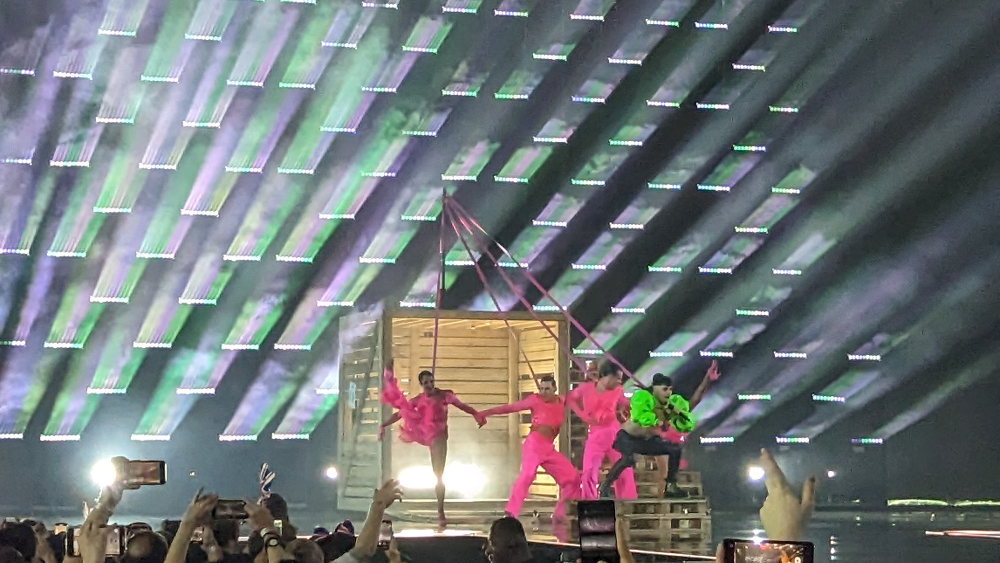
Käärijä à Liverpool (2023)
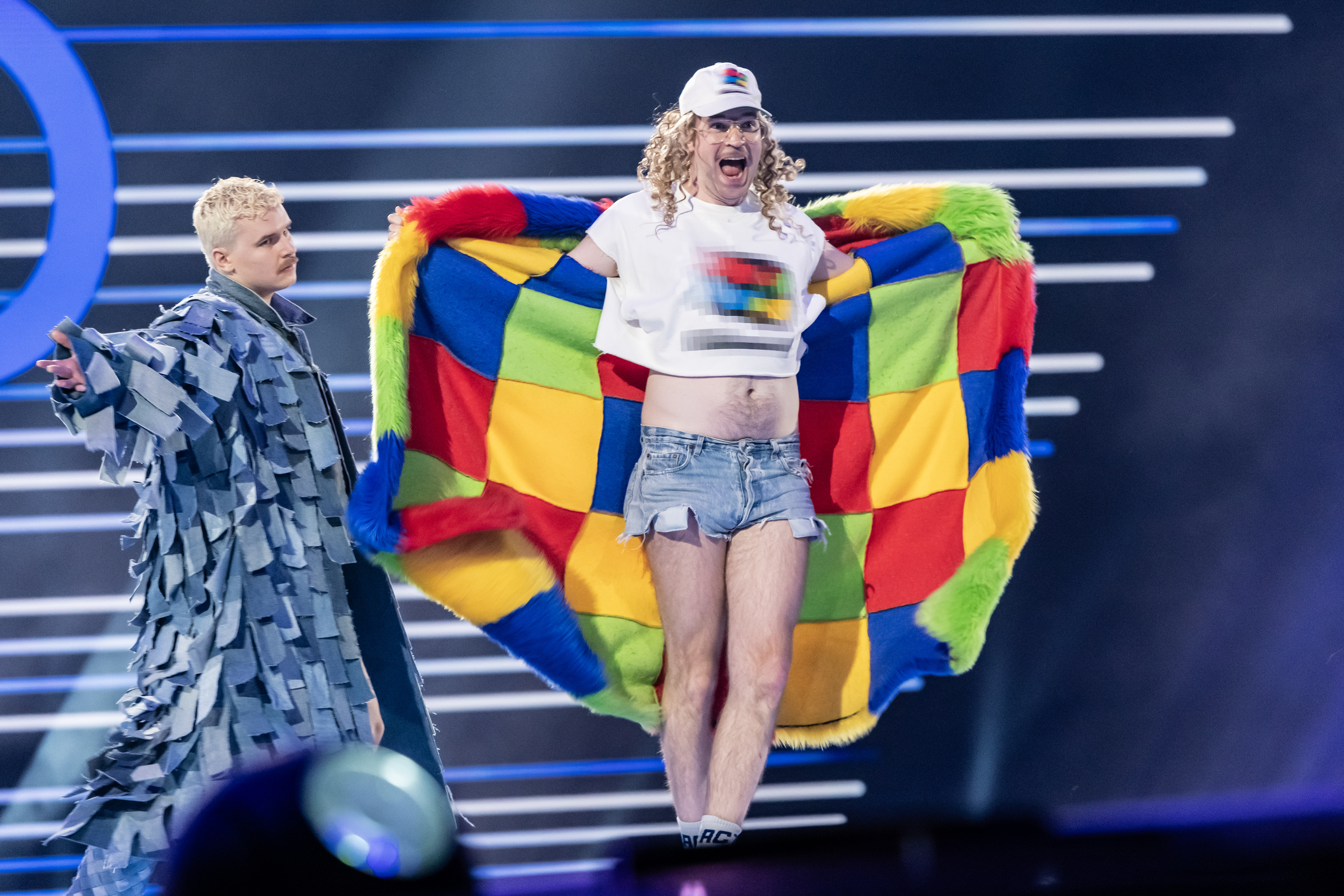
Windows95Man à Malmö (2024)
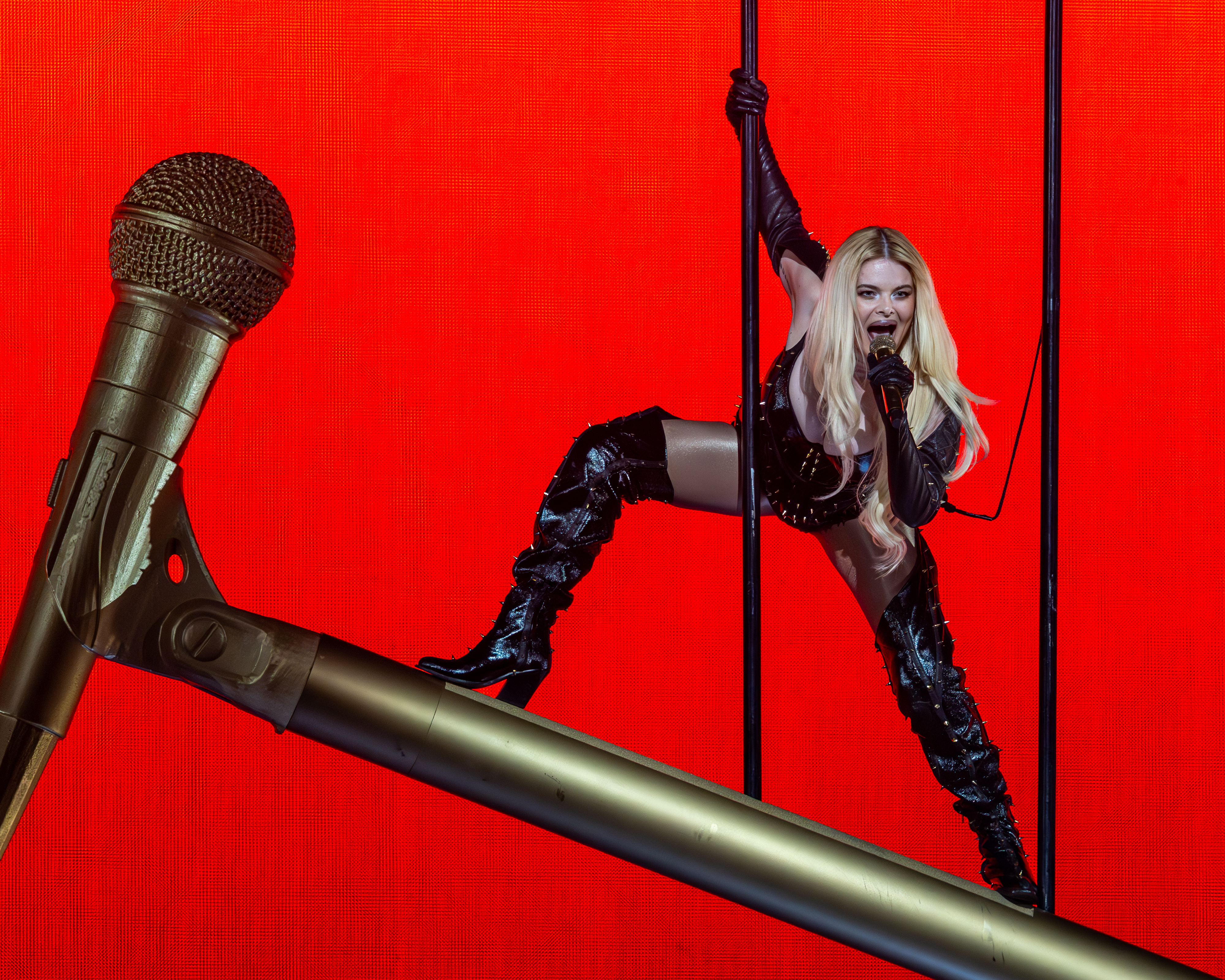
Erika Vikman à Bâle (2025)

## Chefs d'orchestre, commentateurs et porte-paroles
| Année | Chef d'orchestre    | Commentateur(s)                                   | Porte-parole           |
| ----- | ------------------- | ------------------------------------------------- | ---------------------- |
| 1960  | -                   | Aarno Walli                                       | -                      |
| 1961  | George de Godzinsky | Aarno Walli                                       | Poppe Berg             |
| 1962  | George de Godzinsky | Aarno Walli                                       | Poppe Berg             |
| 1963  | George de Godzinsky | Aarno Walli                                       | Poppe Berg             |
| 1964  | George de Godzinsky | Aarno Walli                                       | Poppe Berg             |
| 1965  | George de Godzinsky | Aarno Walli                                       | Poppe Berg             |
| 1966  | Ossi Runne          | Aarno Walli                                       | Poppe Berg             |
| 1967  | Ossi Runne          | Aarno Walli                                       | Poppe Berg             |
| 1968  | Ossi Runne          | Aarno Walli                                       | Poppe Berg             |
| 1969  | Ossi Runne          | Aarno Walli                                       | Aarre Elo              |
| 1970  | retrait             | retrait                                           | retrait                |
| 1971  | Ossi Runne          | Heikki Seppälä                                    | -                      |
| 1972  | Ossi Runne          | Heikki Seppälä                                    | -                      |
| 1973  | Ossi Runne          | Erkki Pohjanheimo                                 | -                      |
| 1974  | Ossi Runne          | Matti Paalosmaa                                   | Aarre Elo              |
| 1975  | Ossi Runne          | Heikki Seppälä                                    | Kaarina Pönniö         |
| 1976  | Ossi Runne          | Vesa Nuotio                                       | Erkki Vihtonen         |
| 1977  | Ossi Runne          | Erkki Toivanen                                    | Kaarina Pönniö         |
| 1978  | Ossi Runne          | Erkki Toivanen                                    | Kaarina Pönniö         |
| 1979  | Ossi Runne          | Anja-Maija Leppänen                               | Kaarina Pönniö         |
| 1980  | Ossi Runne          | Heikki Harma & Aarre Elo                          | Kaarina Pönniö         |
| 1981  | Henrik Otto Donner  | Ossi Runne                                        | Annemi Genetz          |
| 1982  | Ossi Runne          | Erkki Toivanen                                    | Solveig Herlin         |
| 1983  | Ossi Runne          | Erkki Pohjanheimo                                 | Solveig Herlin         |
| 1984  | Ossi Runne          | Heikki Seppälä                                    | Solveig Herlin         |
| 1985  | Ossi Runne          | Heikki Harma & Kari Lumikero                      | Annemi Genetz          |
| 1986  | Ossi Runne          | Heikki Harma & Kari Lumikero                      | Solveig Herlin         |
| 1987  | Ossi Runne          | Erkki Toivanen                                    | Solveig Herlin         |
| 1988  | Ossi Runne          | Erkki Pohjanheimo                                 | Solveig Herlin         |
| 1989  | Ossi Runne          | Heikki Harma                                      | Solveig Herlin         |
| 1990  | Olli Ahvenlahti     | Erkki Pohjanheimo & Ossi Runne                    | Solveig Herlin         |
| 1991  | Olli Ahvenlahti     | Erkki Pohjanheimo                                 | Heidi Kokki            |
| 1992  | Olli Ahvenlahti     | Erkki Pohjanheimo & Kati Bergman                  | Solveig Herlin         |
| 1993  | Olli Ahvenlahti     | Erkki Pohjanheimo & Kirsi-Maria Niemi             | Solveig Herlin         |
| 1994  | Olli Ahvenlahti     | Erkki Pohjanheimo & Kirsi-Maria Niemi             | Solveig Herlin         |
| 1995  | relégation          | Erkki Pohjanheimo & Olli Ahvenlahti               | relégation             |
| 1996  | Olli Ahvenlahti     | Erkki Pohjanheimo & Sanna Kojo                    | Solveig Herlin         |
| 1997  | relégation          | Akki Sirkesalo & Olli Ahvenlahti                  | relégation             |
| 1998  | Olli Ahvenlahti     | Maria Guzenina & Sami Aaltonen                    | Marjo Wilska           |
| 1999  | -                   | Jani Juntunen                                     | relégation             |
| 2000  | -                   | Jani Juntunen                                     | Pia Mäkinen            |
| 2001  | -                   | Janni Juntunen & Asko Murtomäki                   | relégation             |
| 2002  | -                   | Maria Guzenina & Asko Murtomäki                   | Marion Rung            |
| 2003  | -                   | Maria Guzenina & Asko Murtomäki                   | relégation             |
| 2004  | -                   | Markus Kajo & Asko Murtomäki                      | Anna Stenlund          |
| 2005  | -                   | Jaana Pelkonen, Asko Murtomäki & Heikki Paasonen  | Jari Sillanpää         |
| 2006  | -                   | Jaana Pelkonen, Asko Murtomäki & Heikki Paasonen  | Nina Tapio             |
| 2007  | -                   | Ellen Jokikunas, Asko Murtomäki & Heikki Paasonen | Laura Voutilainen      |
| 2008  | -                   | Jaana Pelkonen, Asko Murtomäki & Mikko Peltola    | Mikko Leppilampi       |
| 2009  | -                   | Jaana Pelkonen, Asko Murtomäki & Mikko Peltola    | Jari Sillanpää         |
| 2010  | -                   | Jaana Pelkonen & Asko Murtomäki                   | Johanna Pirttilahti    |
| 2011  | -                   | Tarja Närhi & Asko Murtomäki                      | Susan Aho              |
| 2012  | -                   | Tarja Närhi & Tobias Larsson                      | Mr. Lordi              |
| 2013  | -                   | Aino Töllinen & Juuso Mäkilähde                   | Kristiina Wheeler      |
| 2014  | -                   | Jorma Hietamäki & Sanna Pirkkalainen              | Redrama                |
| 2015  | -                   | Aino Töllinen & Cristal Snow                      | Krista Siegfrids       |
| 2016  | -                   | Mikko Silvennoinen                                | Jussi-Pekka Rantanen   |
| 2017  | -                   | Mikko Silvennoinen                                | Jenni Vartiainen       |
| 2018  | -                   | Mikko Silvennoinen                                | Anna Abreu             |
| 2019  | -                   | Mikko Silvennoinen & Krista Siegfrids             | Christoffer Strandberg |

## Historique de vote
Depuis 1975, la Finlande a attribué en finale le plus de points à :
| Rang | Pays        | Points |
| ---- | ----------- | ------ |
| 1    | Suède       | 317    |
| 2    | Israël      | 178    |
| 3    | Italie      | 177    |
| 4    | France      | 160    |
| 5    | Suisse      | 159    |
| 6    | Norvège     | 146    |
| 7    | Estonie     | 142    |
| 8    | Royaume-Uni | 129    |
| 9    | Irlande     | 117    |
| 10   | Allemagne   | 95     |

Depuis 1975, la Finlande a reçu en finale le plus de points de la part de :
| Rang | Pays        | Points |
| ---- | ----------- | ------ |
| 1    | Suède       | 178    |
| 2    | Estonie     | 161    |
| 3    | Norvège     | 133    |
| 4    | Islande     | 127    |
| 5    | Irlande     | 95     |
| 6    | Israël      | 90     |
| 7    | Danemark    | 84     |
| 8    | Royaume-Uni | 76     |
| 9    | Grèce       | 75     |
| 10   | Allemagne   | 73     |

### 12 Points
Légende
 Vainqueur - La Finlande a donné 12 points à la chanson victorieuse / La Finlande a reçu 12 points et a gagné le concours
 2e place - La Finlande a donné 12 points à la chanson arrivée à la seconde place / La Finlande a reçu 12 points et est arrivée deuxième
 3e place - La Finlande a donné 12 points à la chanson arrivée à la troisième place / La Finlande a reçu 12 points et est arrivée troisième
 Qualifiée - La Finlande a donné 12 points à une chanson parvenue à se qualifier pour la finale / La Finlande a reçu 12 points et s'est qualifiée pour la finale
 Non-qualifiée - La Finlande a donné 12 points à une chanson éliminée durant les demi-finales / La Finlande a reçu 12 points mais n'est pas parvenue à se qualifier pour la finale
| Année         | Attribués   | Attribués                          | Reçus | Reçus                                                   |
| Année         | Finale      | Demi-Finale                        | Finale | Demi-Finale                                             |
| 1975          | Italie      | Pas de demi-finales                | Allemagne Suisse | Pas de demi-finales                                     |
| 1976          | Belgique    | Pas de demi-finales                | Aucun | Pas de demi-finales                                     |
| 1977          | France      | Pas de demi-finales                | Irlande | Pas de demi-finales                                     |
| 1978          | Allemagne   | Pas de demi-finales                | Aucun | Pas de demi-finales                                     |
| 1979          | Israël      | Pas de demi-finales                | Aucun | Pas de demi-finales                                     |
| 1980          | Suisse      | Pas de demi-finales                | Aucun | Pas de demi-finales                                     |
| 1981          | Suisse      | Pas de demi-finales                | Aucun | Pas de demi-finales                                     |
| 1982          | Israël      | Pas de demi-finales                | Aucun | Pas de demi-finales                                     |
| 1983          | Yougoslavie | Pas de demi-finales                | Aucun | Pas de demi-finales                                     |
| 1984          | Italie      | Pas de demi-finales                | Aucun | Pas de demi-finales                                     |
| 1985          | Suède       | Pas de demi-finales                | Aucun | Pas de demi-finales                                     |
| 1986          | Belgique    | Pas de demi-finales                | Aucun | Pas de demi-finales                                     |
| 1987          | Irlande     | Pas de demi-finales                | Aucun | Pas de demi-finales                                     |
| 1988          | Luxembourg  | Pas de demi-finales                | Aucun | Pas de demi-finales                                     |
| 1989          | Danemark    | Pas de demi-finales                | Aucun | Pas de demi-finales                                     |
| 1990          | France      | Pas de demi-finales                | Aucun | Pas de demi-finales                                     |
| 1991          | Italie      | Pas de demi-finales                | Aucun | Pas de demi-finales                                     |
| 1992          | Italie      | Pas de demi-finales                | Aucun | Pas de demi-finales                                     |
| 1993          | Norvège     | Pas de demi-finales                | Aucun | Pas de demi-finales                                     |
| 1994          | Hongrie     | Pas de demi-finales                | Aucun | Pas de demi-finales                                     |
| 1996          | Estonie     | Pas de demi-finales                | Aucun | Pas de demi-finales                                     |
| 1998          | Estonie     | Pas de demi-finales                | Aucun | Pas de demi-finales                                     |
| 2000          | Lettonie    | Pas de demi-finales                | Aucun | Pas de demi-finales                                     |
| 2002          | France      | Pas de demi-finales                | Aucun | Pas de demi-finales                                     |
| 2004          | Suède       | Estonie                            | Non qualifiée | Aucun                                                   |
| 2005          | Norvège     | Norvège                            | Non qualifiée | Aucun                                                   |
| 2006          | Russie      | Bosnie-Herzégovine                 | Danemark Estonie Grèce Islande Norvège Pologne Royaume-Uni Suède                                                                                              | Allemagne Estonie Islande Pologne Royaume-Uni Suède     |
| 2007          | Serbie      | Islande                            | Islande Suède | Qualifiée d'office                                      |
| 2008          | Norvège     | Norvège                            | Aucun | Andorre Estonie                                         |
| 2009          | Estonie     | Islande                            | Aucun | Islande                                                 |
| 2010          | Allemagne   | Estonie                            | Non qualifiée | Aucun                                                   |
| 2011          | Hongrie     | Hongrie                            | Norvège | Islande Norvège Russie                                  |
| 2012          | Suède       | Russie                             | Non qualifiée | Hongrie                                                 |
| 2013          | Norvège     | Islande                            | Aucun | Aucun                                                   |
| 2014          | Autriche    | Autriche                           | Aucun | Norvège                                                 |
| 2015          | Suède       | Belgique                           | Non qualifiée | Aucun                                                   |
| 2016 Jury     | Suède       | Pays-Bas                           | Non qualifiée | Aucun                                                   |
| 2016 Télévote | Ukraine     | Estonie                            | Non qualifiée | Aucun                                                   |
| 2017 Jury     | Suède       | Suède                              | Non qualifiée | Aucun                                                   |
| 2017 Télévote | Portugal    | Portugal                           | Non qualifiée | Aucun                                                   |
| 2018 Jury     | Israël      | Israël                             | Aucun | Aucun                                                   |
| 2018 Télévote | Estonie     | Estonie                            | Aucun | Estonie                                                 |
| 2019 Jury     | Suède       | Australie                          | Non qualifiée | Aucun                                                   |
| 2019 Télévote | Islande     | Islande                            | Non qualifiée | Estonie                                                 |
| 2021 Jury     | Suisse      | Bulgarie                           | Aucun | Aucun                                                   |
| 2021 Télévote | Islande     | Islande                            | Estonie Islande Suède | Bulgarie Pologne                                        |
| 2022 Jury     | Suède       | Suède                              | Aucun | Aucun                                                   |
| 2022 Télévote | Ukraine     | Estonie                            | Aucun | Estonie Suède                                           |
| 2023 Jury     | Suède       | Pas de vote du jury en demi-finale | Norvège Suède | Pas de vote du jury en demi-finale                      |
| 2023 Télévote | Norvège     | Tchéquie                           | Allemagne Australie Autriche Belgique Danemark Espagne Estonie Irlande Islande Israël Lettonie Lituanie Norvège Pays-Bas Royaume-Uni Saint-Marin Serbie Suède | Allemagne Croatie Irlande Israël Lettonie Norvège Suède |
| 2024 Jury     | Suisse      | Pas de vote du jury en demi-finale | Aucun | Pas de vote du jury en demi-finale                      |
| 2024 Télévote | Israël      | Croatie                            | Aucun | Aucun                                                   |
| 2025 Jury     | Autriche    | Pas de vote du jury en demi-finale | Autriche | Pas de vote du jury en demi-finale                      |
| 2025 Télévote | Suède       | Israël                             | Aucun | Aucun                                                   |